# Aeroportul Municipal Hill City
Aeroportul Municipal Hill City (IATA: HLC, ICAO: KHLC, FAA LID: HLC) este un aeroport din Kansas, Statele Unite ale Americii ce deservește zona Hill City⁠(d). A fost numit după zona deservită.
Situat la o altitudine de 682 m, aeroportul dispune de 1 pistă.

## Infrastructură

### Piste
Aeroportul dispune de o singură pistă. Pista 18/36 are suprafața de beton și dimensiunile 5.000 picioare × 75 picioare. 